# Le Centre-de-la-Mauricie
Le Centre-de-la-Mauricie est une municipalité régionale de comté ayant existé au Québec entre septembre 1982 et le 31 décembre 2001. Elle cessa d'exister alors que la majorité des entités municipales de son territoire se regroupent pour former la nouvelle ville de Shawinigan le 1er janvier 2002.

## Toponymie
Le toponyme de la municipalité régionale de comté provient de sa situation géographique au centre de la région habitée de la Mauricie entre les villes de La Tuque et de Trois-Rivières. 
Quant au toponyme Mauricie, elle est mentionnée la première fois par Albert Tessier, la région étant autrefois désignée comme étant la région du Saint-Maurice.
La région correspondant approximativement au bassin hydrographique de la rivière Saint-Maurice.

## Géographie

### Entités territoriales
Lors de la dissolution de la municipalité régionale de comté au 31 décembre 2001, elle regroupait les entités municipales suivantes:
| Nom                          | Statut                  |
| ---------------------------- | ----------------------- |
| Charette                     | Municipalité            |
| Grand-Mère                   | Ville                   |
| Lac-à-la-Tortue              | Paroisse                |
| Lac-des-Cinq                 | Territoire non-organisé |
| Lac-Wapizagonke              | Territoire non-organisé |
| Notre-Dame-du-Mont-Carmel    | Paroisse                |
| Saint-Boniface-de-Shawinigan | Village                 |
| Saint-Élie                   | Paroisse                |
| Saint-Georges                | Village                 |
| Saint-Gérard-des-Laurentides | Paroisse                |
| Saint-Jean-des-Piles         | Paroisse                |
| Saint-Mathieu-du-Parc        | Paroisse                |
| Shawinigan                   | Ville                   |
| Shawinigan-Sud               | Ville                   |

## Histoire
Lors de la création de la MRC en 1982, elle comptait une entité municipale en plus, la ville de Baie-de-Shawinigan ayant été regroupée avec la ville de Shawinigan le 2 septembre 1998.
Lorsque la municipalité régionale de comté a été dissoute le 31 décembre 2001, la municipalité de Charette, le village de Saint-Boniface-de-Shawinigan ainsi que les paroisses de Saint-Élie et de Saint-Mathieu-du-Parc ont été transférés à la municipalité régionale de comté de Maskinongé.
La paroisse de Notre-Dame-du-Mont-Carmel à quant à elle été transférée à la municipalité régionale de comté des Chenaux qui venait tout juste d'être créée à la suite de la dissolution de la municipalité régionale de comté de Francheville.

## Démographie
| 1986   | 1991   | 1996   | 2001   |
| ------ | ------ | ------ | ------ |
| 67 080 | 67 379 | 64 103 | 64 841 |

## Administration
| Période | Période | Identité           | Étiquette                             | Qualité |
| ------- | ------- | ------------------ | ------------------------------------- | ------- |
| 1982    | 1984    | Dominique Grenier  | Maire de Shawinigan                   |         |
| 1984    | 1986    | Marcel Bournival   | Maire de Charette                     |         |
| 1986    | 1988    | Jacques Marchand   | Maire de Grand-Mère                   |         |
| 1988    | 1990    | Serge Aubry        | Maire de Saint-Gérard-des-Laurentides |         |
| 1990    | 1992    | Roland Desaulniers | Maire de Shawinigan                   |         |
| 1992    | 1993    | Pierre Bouchard    | Maire de Notre-Dame-du-Mont-Carmel    |         |
| 1993    | 1994    | Serge Aubry        | Maire de Saint-Gérard-des-Laurentides |         |
| 1994    | 1996    | Marcel Vézina      | Maire de Shawinigan-Sud               |         |
| 1996    | 2000    | André Garant       | Maire de Saint-Élie                   |         |
| 2000    | 2001    | Lise Landry        | Mairesse de Shawinigan                |         |